# Лопухи (Рязанская область)
Лопухи — деревня в Варсковском сельском поселении Рязанского района Рязанской области России.

## География
Расположена в 21 км на северо-восток от Рязани на южной окраине Красного болота.

## История
Деревня отмечена на картах середины XIX века.
В 1905 году деревня входила в состав Шумошской волости Рязанского уезда и имела 27 дворов при численности населения 172 человека.

Константин Паустовский в своих рассказах несколько раз упоминает деревню.
В рассказе "Желтый свет": "До вечера мы удили вместе, жевали черствый хлеб и вполголоса разговаривали о недавнем лесном пожаре. Он начался около деревушки Лопухи, на поляне, где косари забыли костер."
В рассказе "Заячьи лапы": "Дед пошел дальше. Но вдруг затревожился: с юга, со стороны Лопухов, сильно тянуло гарью. Поднялся ветер."

## Население
| 2010 |
| ---- |
| 15   |